# Meretseger

Meretseger.

Meretseger o Merseger «La que ama el silencio», era la diosa cobra en la mitología egipcia. Simbolizaba lo ctónico y por eso moraba en el Occidente, el lugar donde estaba localizado el Más allá. Estaba encargada de la justicia y la medicina y se la invocaba para protegerse de la picadura de los ofidios.

## Iconografía
Era representada como una cobra; o con forma humana con cabeza de cobra, con cuernos y el disco solar, siendo una variedad de Hathor. También como serpiente tricéfala (con tres cabezas): de mujer, cobra y buitre; o con el cuerpo de serpiente y cabeza de mujer. Más raramente, con cabeza de escorpión, de leona, o el aspecto de una esfinge con la cabeza de serpiente. 

## Mitología

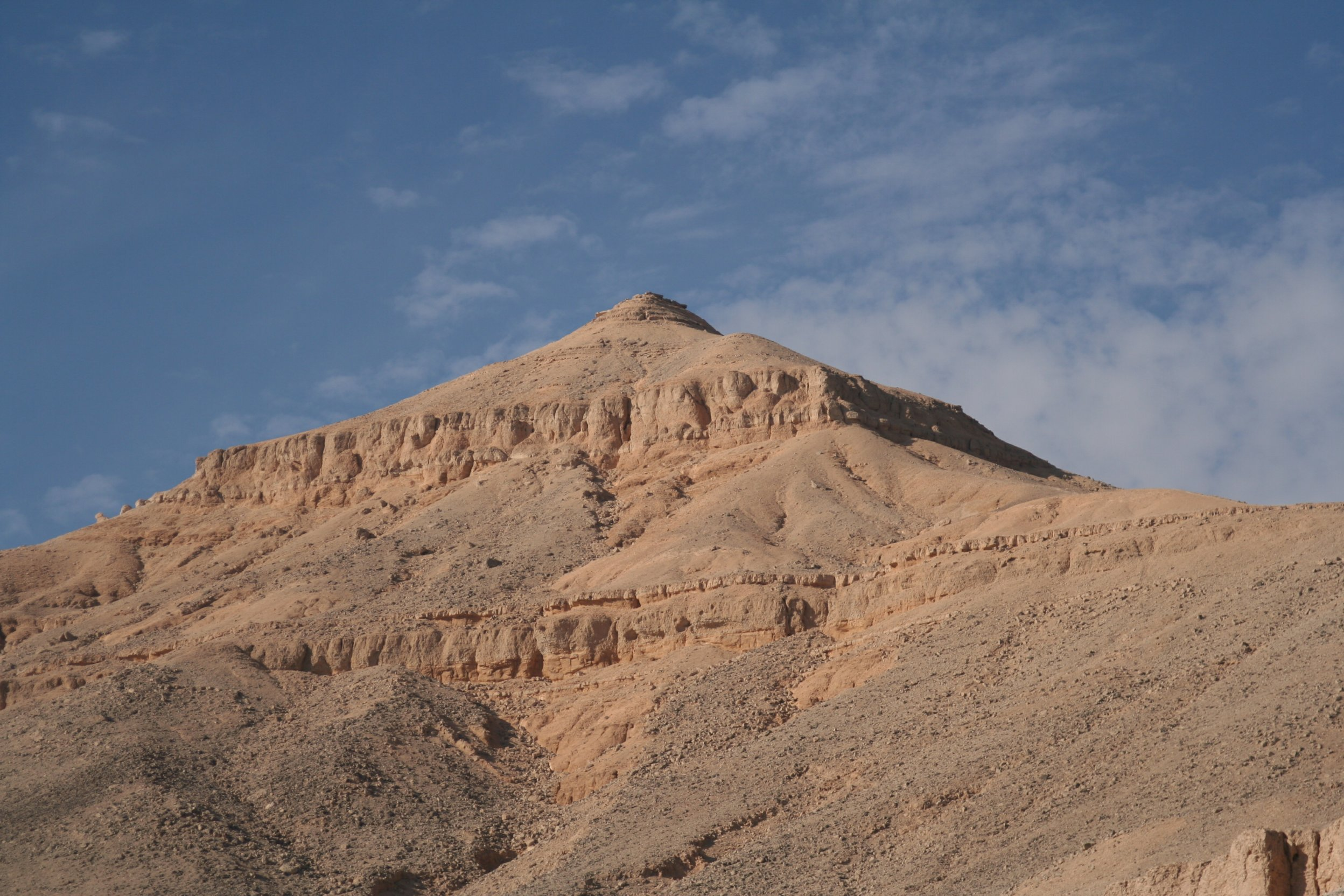
El-Qurn, la «morada» de Meretseger, situada junto al Valle de los Reyes.

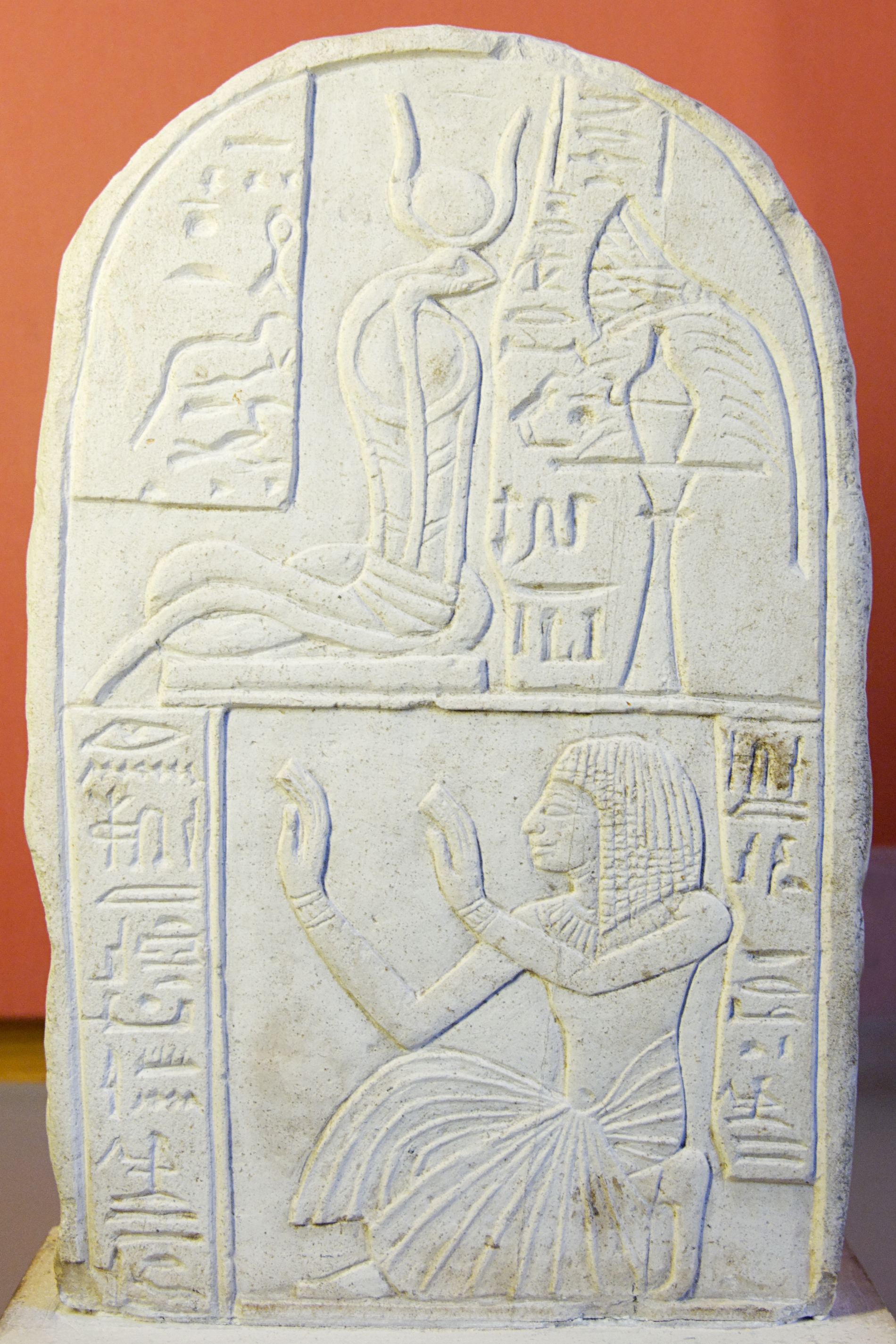
Nakhtimen venerando a Meretseger. Louvre.

Fue considerada la compañera de Osiris enterrado, y representaba además las necrópolis consagradas a dicho dios. Era la personificación de la montaña que dominaba el poblado de Deir el-Medina, donde habitaba, situada junto al Valle de los Reyes, donde se encontraban las tumbas de los faraones del Imperio Nuevo. Se pensaba que escupía veneno a cualquiera que intentara destruir o robar las tumbas reales. 
Castigaba a aquellos que cometían crímenes, perdonando compasivamente a los que se arrepintieran de sus actos.

## Epítetos
Era denominada «la que ama el silencio» o «amada por el silencio», pues velaba por la seguridad de las necrópolis tebanas. También se la conocía como «Señora del Oeste», o Ta Tehnet.

## Sincretismo
En las necrópolis tebanas se manifestaba como una forma local de Hathor.

## Culto
Fue muy popular en la Época Ramésida. Se le rendía culto, junto al dios Ptah, en un templo cercano a Deir el-Medina, donde habitaban los trabajadores que construyeron la necrópolis tebana, siendo su  patrona. Su culto declinó después de la dinastía XXI. 
|  |

|  |

|  |

|  |

|  |

|  |

|  |

|  |